# Paul Newman
Paul Leonard Newman (Shaker Heights, Ohio, 1925. január 26. – Westport, Connecticut, 2008. szeptember 26.) Oscar-, Golden Globe- és BAFTA-díjas részben magyar származású amerikai színész, rendező.

## Életrajz

### A kezdetek
1925. január 26-án született az Ohio állambeli Shaker Heightsben, egy clevelandi zsidó kereskedő második fiaként, középosztálybeli családban töltötte gyerekkorát. Édesanyja, a szlovák katolikus Theresa Fecko (szlovákul Terézia Fecková), édesapja, Arthur S. Newman magyar zsidó apa (Neumann Simon) és lengyel zsidó anya (Hannah Cohn) fia volt. Bátyja Arthur Newman (1924–2020) filmproducer volt.
Tizennyolc évesen nagy álma volt pilótaként szolgálni hazáját a második világháborúban, de színvaksága miatt erre alkalmatlan volt, így inkább rádiósként fogta az éter jeleit a Csendes-óceánt átszelő torpedóbombázókon. A rádiózások között eltelt unalmas időt több tucatnyi könyv olvasásával ütötte el. A háború után az eredetileg tanári pályára készülő Paul befejezte a Yale egyetemen az angol-közgazdász szakot, de legbelül érezte, hogy az élet nagyobb dolgokat tartogat számára. Az időközben megnősült fiút súlyos csapásként érte apja idő előtti, ötvenes éveiben bekövetkezett halála, ugyanis minden vágya az volt, hogy apjának bebizonyítsa: a sportbolton kívül, művészi pályával is sikeressé válhat. Ekkor került be a kor legkiválóbb New York-i színiiskolájába, Lee Strasberg Actor's Studiójába, ahol kitanulta a színészmesterséget, és ahol mindenki számára egyértelmű volt; Newman hatalmas érzelmi skálával, visszafogott játékstílussal még sokra viszi.
Karrierjét, mint oly sokan előtte, a Broadway deszkáin kezdte James Dean, Steve McQueen, Marlon Brando kortársaként. Az ifjúság édes madara című Tennessee Williams-drámának Broadway-előadása után figyeltek fel rá Hollywoodban, – ezt a szerepet később filmen is eljátszotta – de Newman állítólag még nem bízott eléggé magában, és félt, hogy egyetemi tanulmányait nem tudja ott folytatni. 1954-ben azonban mégis megkezdődött filmkarrierje, amelynek során a mozi számos klasszikusában kapott szerepeket.

### Pályafutása
Már 1956-ban jelentős alakítást nyújtott a Valaki odafent szeret engem című filmben, Rocky Graziano bokszolóként, két évvel később pedig már megkapta pályafutása első Oscar-díj jelölését (összesen kilencszer jelölték, egy alkalommal producerként, színészként nyolcszor), a Macska a forró bádogtetőn című film főszerepéért, melyben egy alkoholista volt futballistát játszott drámai erővel, Elizabeth Taylor partnereként.
1960-ban a holokausztot követő időszakot feldolgozó Leon Uris-regény filmadaptációjának, az Exodusnak a főszerepével bekerült a „halhatatlanok” közé. Korán jó barátságba került a western műfajjal, de az igazi sikert A hallgatag ember (1967) félvér indiánja hozta meg neki. 1969-ben Robert Redforddal írtak mozitörténelmet a Butch Cassidy és a Sundance kölyök című filmmel, 1972-ben pedig már öniróniáról tett tanúságot egy másik vadnyugati történetben, a Roy Bean élete és kora című filmben és ez a szellem hatotta át a Buffalo Bill és az indiánok (1976) címszereplőjének figuráját is.
Redforddal 1973-ban ismét egymásra találtak, és A nagy balhé című gengszterkomédia pályafutásának egyik legsikeresebb filmje volt. Meglepő módon a 7 Oscart nyert filmhez még csak nem is jelölték Newmant az aranyszoborra. Az aranyszobrocskára egészen 1987-ig várnia kellett, akkor a Martin Scorsese rendezésében készült; A pénz színe öreg profi biliárdmesteréért kapta meg az elismerést. Közben rendezéssel is többször próbálkozott, a legnagyobb sikert e téren A Gamma-sugarak hatása a százszorszépekre (1972) aratta, amelyben a főszerepet felesége, Joanne Woodward játszotta.
A színészóriás utoljára 2002-ben jelent meg a vásznon A kárhozat útja című filmben, ami ismét Oscar-jelölést hozott neki. 2006-ban még szinkronizált a Pixar fémjelezte komputeranimációs Verdák-ban, majd 2007-ben bejelentette visszavonulását, arra hivatkozva, hogy megromlott a memóriája. Ennek ellenére még mindig érdekelték új kihívások; színházi rendezőként szeretett volna debütálni, John Steinbeck Egerek és emberek című darabját állította volna színpadra Westportban. Betegségének elhatalmasodása azonban megakadályozta ebben.
Paul Newman hosszú időn keresztül küzdött a tüdőrákkal. Connecticuti otthonában, családja körében, 2008. szeptember 26-án hunyt el.
Leggyakoribb magyar hangja Mécs Károly volt, aki összesen 17 alkalommal kölcsönözte neki a hangját.

### Magánélete

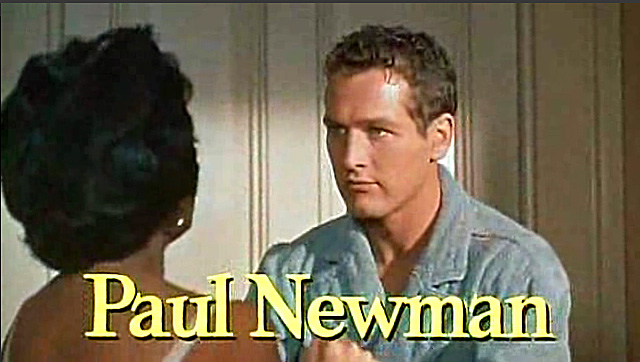
Macska a forró bádogtetőn

Paul Newman kétszer nősült, és két házasságából egy fia és öt lánya született. Első házassága nem volt felhőtlen; Newman rengeteget ivott és vezetett is ittas állapotban, melynek következtében egy cserbenhagyásos balesetet is okozott.
A hollywoodi zajtól magát mindig távol tartó színész nemcsak művészi munkájával élt a köztudatban: szenvedélyes autóversenyző volt, 1979-ben a 24 órás Le Mans-i versenyen második lett Porsche 935-ös autójával.
1982-től az élelmiszerpiacon is megjelent Newman’s Own márkájú salátaönteteivel, tésztáival és más konyhai készítményeivel.
Fia, Scott 1978-ban kábítószer-túladagolásban hunyt el: a tragédiát követően hatalmas összegeket fordított drogfüggők gyógyíttatására különféle alapítványok keretében.
Darwin Porter író a „Paul Newman: The Man Behind The Baby Blues” c. könyvében idézte Marlon Brando szavait, aki kertelés nélkül kijelentette, hogy „Engem sosem vert át Paul. Épp annyi kalandja volt a forgatásokon, mint bármelyikünknek... és ő is biszexuális volt, akárcsak én. Ám míg engem folyton rajtakaptak, ő ügyesen titokban tartotta a viszonyait.” Paul Newman állítólag szerelmes volt James Deanbe, akivel több éjszakát töltött együtt hollywoodi szállodákban. A színész családja mind a mai napig tagadja a Porter botránykönyvében leírtakat.

### Társadalmi szerepvállalása

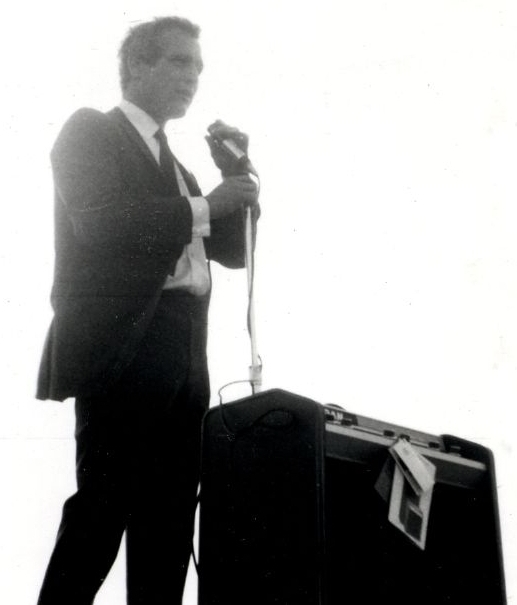
Paul Newman (1968)

Newman meggyőződéses demokrata és liberális volt, abban a „megtiszteltetésben” volt része, hogy az 1970-es évek elején felkerült Richard Nixon elnök „ellenséglistájának” 19. helyére.
Idősebb, színészként már kevésbé aktív éveinek egyik legfontosabb részét a jótékonysági mozgalmak aktív támogatása jelentette. Köztük bevallottan legfontosabb projektje a beteg gyerekek testi-lelki rehabilitációját segítő Association of Hole in the Wall Camps nevű nemzetközi táborszövetség volt, melynek első, Hole in the Wall Gang Camp nevű táborát 1988-ban szervezték. A program sikere nyomán hozták létre Magyarországon a Bátor Tábor Alapítványt, mely súlyosan beteg gyerekek számára kínál élményterápiás rekreációs programokat a résztvevők speciális igényeihez igazított, komoly orvosi és pszichológiai felügyelettel megtámogatott nyaraltatás ingyenes biztosításával. Paul Newman a magyarországi kezdeményezést is aktívan támogatta, és járt is hazánkban, hogy megismerkedjen a Bátor Tábor Alapítvány tevékenységével. Élete során több mint 220 millió dollárt fordított karitatív célokra.
Newman kiállt a melegek jogaiért. Visszavonulása előtt a következőket nyilatkozta: „A melegek jogainak feltétlen támogatója vagyok, és ezt nem is titkolom. Gyermekkoromtól fogva lelki közösséget éreztem a meleg társadalom tagjaival, és sosem értettem, hogyan is bánthatja őket bárki. Annyi csodálatos tulajdonsága lehet egy embernek, amiért szeretni lehet, hogy mire sorra vennénk mindet, már tökéletesen lényegtelenné válik, melyik nemhez vonzódik.”

## Filmjei
- Verdák (2006) – Hudson doki (szinkronhang)
- A múlt fogságában (2005) (TV film) – Max Roby
- A városunk (2003) (TV film) – Stage Manager
- A kárhozat útja (2002) – John Rooney
- Pénzt és életet! (2000) – Henry Manning
- Üzenet a palackban (1999) – Dodge Blake
- Rejtélyes alkony (1998) – Harry Ross
- A nagy ugrás (1994) – Sidney J. Mussburger
- Senki bolondja (1994) – Donald "Sully" Sullivan
- Mr. & Mrs. Bridge (1990) – Walter Bridge
- Blamázs (1989) – Earl K. Long
- Fat Man és Little Boy (1989) – Leslie R. Groves tábornok
- The Glass Menagerie (1987) – (rendező)
- A pénz színe (1986) – Eddie Felson
- Harry és fia (1984) – Harry Keach, (rendező)
- Az ítélet (1982) – Frank Galvin
- Apacserőd Bronxban (1981) – Murphy
- Szenzáció áldozata (1981) – Michael Colin Gallagher
- Az idő szorításában (1980) – Hank Anderson
- Kvintett (1979) – Essex
- Jégtörők (1977) – Reggie "Reg" Dunlop
- Buffalo Bill és az indiánok (1976) – Buffalo Bill
- Bombasiker (1976)
- The Drowning Pool (1975) – Lew Harper
- Pokoli torony (1974) – Doug Roberts
- A nagy balhé (1973) – Henry Gondorff
- A gamma-sugarak hatása a százszorszépekre (1972) – (rendező)
- Mackintosh embere (1973) – Rearden
- Pocket Money (1972) – Jim Kane
- Roy Bean bíró élete és kora (1972) – Roy Bean bíró
- Sometimes a Great Notion (1971) – Hank Stamper, (rendező)
- WUSA (1970) – Rheinhard
- Butch Cassidy és a Sundance kölyök (1969) – Butch Cassidy
- Győzni Indianapolisban (1969) – Frank Capua
- Rachel, Rachel (1968) – (rendező)
- The Secret War of Harry Frigg (1968) – Harry Frigg
- Bilincs és mosoly (1967) – Luke
- A hallgatag ember (1967) – John Russell
- Célpontban (1966) – Lew Harper
- Szakadt függöny (1966) – Michael Amstrong professzor
- Lady L (1965) – Armand Denis
- Az erőszak (1964) – Juan Carrasco
- Melyik úton járjak? (1964) – Larry Flint
- Egy újfajta szerelem (1963) – Steve Shermann
- Hud (1963) – Hud Bannon
- A díj (1963) – Andrew Craig
- Az ifjúság édes madara (1962) – Chance Wayne
- Hemingway, egy fiatal ember kalandjai (1962) – The Battler
- Párizs blues (1961) – Ram Bowen
- A svindler (1961) – Eddie Felsen
- Exodus (1960) – Ari Ben Canaan
- A fiatal philadelphiai (1959) – Anthony Judson
- A balkezes pisztolyhős (1958) – Billy Bonney
- Macska a forró bádogtetőn (1958) – Brick Pollitt
- Hosszú, forró nyár (1958) – Ben Quick, (rendező: Martin Ritt)
- Sziget a napon (1957) – Jack Harding kapitány
- Állvány (1956) – ifjabb Edward W. Hall kapitány
- Valaki odafönt (1956) – Rocky
- The Silver Chalice (1954) – Basil
- You Are There (1953) (tv-sorozat) – Nathan Hale / Plato / Marcus Brutus
- Suspense (1952) (tv-sorozat) – Radetski kapitány
- Tales of Tomorrow (1952) (tv-sorozat) – Sgt. Wilson
- The Aldrich Family (1949) (tv-sorozat)

## Fontosabb díjak, jelölések
Oscar-díj
- 2003 jelölés: legjobb férfi mellékszereplő – A kárhozat útja (2002)
- 1995 jelölés: legjobb férfi főszereplő – Senki bolondja (1994)
- 1994 díj: Jean Hersholt Humanitárius-díj
- 1987 díj: legjobb férfi főszereplő – A pénz színe (1986)
- 1986 díj: életműdíj
- 1983 jelölés: legjobb férfi főszereplő – Az ítélet (1982)
- 1982 jelölés: legjobb férfi főszereplő – A szenzáció áldozata (1981)
- 1969 jelölés: legjobb film – Rachel, Rachel (1968)
- 1968 jelölés: legjobb férfi főszereplő – Bilincs és mosoly (1967)
- 1964 jelölés: legjobb férfi főszereplő – Hud (1963)
- 1962 jelölés: legjobb férfi mellékszereplő – A svindler (1961)
- 1959 jelölés: legjobb férfi mellékszereplő – Macska a forró bádogtetőn (1958)

Golden Globe-díj
- 2006 díj: legjobb férfi mellékszereplő (sorozat, minisorozat vagy tévéfilm) – A múlt fogságában (2005)
- 2003 jelölés: legjobb férfi mellékszereplő – A kárhozat útja (2002)
- 1995 jelölés: legjobb férfi főszereplő (filmdráma) – Senki bolondja (1994)
- 1987 jelölés: legjobb férfi főszereplő (filmdráma) – A pénz színe (1986)
- 1984 díj: Cecil B. DeMille-életműdíj
- 1983 jelölés: legjobb férfi főszereplő (filmdráma) – Az ítélet (1982)
- 1969 díj: legjobb filmrendező – Rachel, Rachel (1968)
- 1968 jelölés: legjobb férfi főszereplő (filmdráma) – Bilincs és mosoly (1967)
- 1964 jelölés: legjobb férfi főszereplő (filmdráma) – Hud (1963)
- 1963 jelölés: legjobb férfi főszereplő (filmdráma) – Az ifjúság édes madara (1962)
- 1963 jelölés: legjobb férfi mellékszereplő – Hemingway, egy fiatalember kalandja (1962)
- 1962 jelölés: legjobb férfi főszereplő (filmdráma) – A svindler (1961)

BAFTA-díj
- 2003 jelölés: legjobb férfi mellékszereplő – A kárhozat útja (2002)
- 1971 jelölés: legjobb férfi főszereplő – Butch Cassidy és a Sundance kölyök (1969)
- 1964 jelölés: legjobb külföldi színész – Hud (1962)
- 1962 díj: legjobb külföldi színész – A svindler (1961)
- 1959 jelölés: legjobb külföldi színész – Macska a forró bádogtetőn (1958)

Emmy-díj
- 2005 díj: legjobb férfi mellékszereplő (minisorozat vagy tévéfilm) – A múlt fogságában (2005)
- 2005 jelölés: legjobb minisorozat – A múlt fogságában (2005)
- 2003 jelölés: legjobb férfi főszereplő (minisorozat vagy tévéfilm) – A városunk (2003)

Berlini Nemzetközi Filmfesztivál
- 1995 díj: Ezüst Medve díj a legjobb színésznek – Senki bolondja (1994)

Cannes-i Nemzetközi Filmfesztivál
- 1958 díj: legjobb férfi színész – Hosszú, forró nyár (1958)

David di Donatello-díj
- 1983 díj: legjobb külföldi színész – Az ítélet (1982)

## Fordítás
- Ez a szócikk részben vagy egészben  a   Paul Newman című angol Wikipédia-szócikk fordításán alapul.  Az eredeti cikk szerkesztőit annak laptörténete sorolja fel. Ez a jelzés csupán a megfogalmazás eredetét és a szerzői jogokat jelzi, nem szolgál a cikkben szereplő információk forrásmegjelöléseként.